# Ася (повесть)
«Ася» — повесть Ивана Сергеевича Тургенева. Написана в 1857 году, опубликована в 1858 году в первом номере журнала «Современник» (том LXVII).

## Создание повести и прототипы
Тургенев работал над повестью с июля по ноябрь 1857 года. Медленный темп написания был связан с болезнью и утомлением автора (редакция «Современника» ожидала повесть намного раньше). По собственному признанию Тургенева, замысел повести был связан с увиденной им в немецком городке Зинциге мимолетной картиной: пожилая женщина, выглядывавшая из окна на первом этаже, и головка юной девушки в окне наверху. Тургенев попытался представить судьбу этих людей: так возник замысел «Аси». С другой стороны, герои повести напоминают посещавших его в Зинциге художника А. П. Никитина (ради занятий живописью бросившего офицерскую карьеру), брата и сестру Сабуровых.
Прототипами Аси, вероятно, послужили три незаконнорожденные девушки из числа домочадцев автора. Его мать воспитывала Асю или Анну, внебрачную дочь Николая Николаевича Тургенева (дяди и опекуна автора). Также в доме жила Варвара, внебрачная дочь его матери. Наконец, во время работы над повестью от неразделённой первой любви страдала собственная внебрачная дочь писателя, Полина. Сходство Полины с героиней повести усиливается низким происхождением её матери и  конфликтами девушки с детьми Полины Виардо (в чьей семье она воспитывалась).
Более очевиден литературный прототип Аси — не испорченная воспитанием и цивилизацией, чудаковатая Миньона из романа Гёте (плод преступной, кровосмесительной связи). Также отмечается сходство причуд диковатой Аси с поведением Наташи Ростовой из (созданного позднее) романа Л. Н. Толстого «Война и мир».

## Сюжет

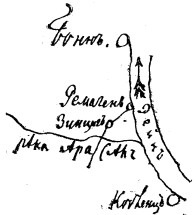
Рисунок из письма, отправленного Тургеневым из Зинцига П. В. Анненкову 9 июля 1857 года

Повествование ведётся от лица анонимного рассказчика (господина Н. Н.). Он вспоминает молодость, своё пребывание в маленьком городке З. на берегу Рейна. Однажды, услышав музыку и шум студенческого праздника, он переправился через реку в соседний городок Л. Здесь герой познакомился с двумя русскими: молодым человеком по фамилии Гагин, который хочет стать художником, и девушкой Асей (Анной), которую он представил как свою сестру. Ася то веселится, то грустит, совершает эксцентричные поступки (карабкается на развалины замка, чтобы полить цветы). Герой начинает подозревать, что Ася — не сестра Гагина.
Через несколько дней рассказчик ведёт откровенный разговор с Гагиным. Выясняется, что Ася — действительно его сестра. В возрасте двенадцати лет Гагина отправили в Петербург в пансион. Его овдовевший отец остался в деревне. После смерти отца выяснилось, что у него есть ещё один ребёнок, дочь — Ася, матерью которой была Татьяна, горничная в доме Гагиных. Гагин вынужден один воспитывать тринадцатилетнюю девочку. Он на несколько лет отдаёт её в пансион, где ей живется нелегко. Наконец, Гагин решил уехать с Асей за границу.

Рассказчик проникается глубокой жалостью к Асе: он понимает, что именно её неясное социальное положение (дочь крепостной и барина) вызывает в ней нервное напряжение. Постепенно он влюбляется в Асю. Ася пишет ему письмо с просьбой о свидании. Гагин, который знает о чувствах сестры, спрашивает у героя, согласен ли он жениться на ней. Герой, не уверенный в своих чувствах, пока не может ответить согласием и обещает при встрече (если та состоится) отвергнуть любовь Аси. 

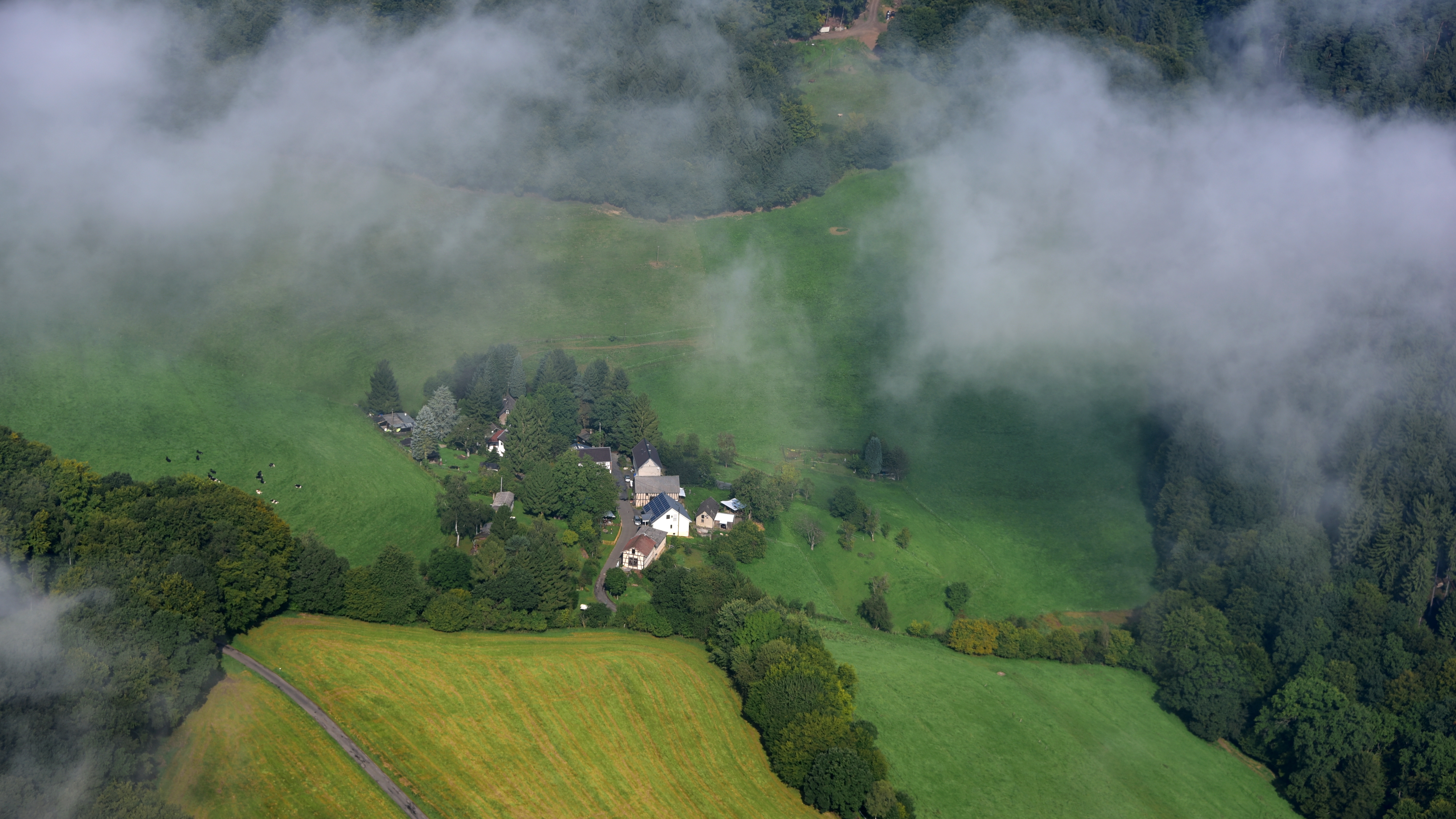
Места, где происходит действие

Свидание героя с Асей происходит в доме вдовы бургомистра. После объяснения Ася оказывается в его объятиях, но тут герой начинает укорять её за то, что она всё испортила, признавшись брату, и теперь их счастье невозможно. Ася убегает. Герой и Гагин ищут её. В конце концов рассказчик осознает, что действительно любит Асю и хочет на ней жениться. Он собирается на следующий день попросить у брата руки девушки. Но на следующий день оказывается, что Гагин и Ася уехали из города. Герой пытается их настичь, но в Лондоне их след затерялся.
Герой никогда больше не встречался с Асей. В его жизни были и другие женщины, но сейчас, на пороге старости и смерти, он понимает, что по-настоящему любил только её, и что даже высохший цветок, который она ему подарила, переживёт обоих влюблённых — так быстротечна человеческая жизнь.

## Критика и восприятие
Ещё при жизни Тургенева повесть была переведена на многие европейские языки: немецкий, английский, шведский. Имелось несколько французских переводов; сам Тургенев не был удовлетворен их качеством и выпустил свой французский перевод.
Критика считала героя повести классическим типом «лишнего человека» — нерешительного, не нашедшего себе места в жизни. Образу героя «Аси» Н. Г. Чернышевский посвятил свою статью «Русский человек на rendez-vous. Размышления по прочтении повести г. Тургенева „Ася“».

## Экранизации
- В 1971 году венгерским режиссёром Миклошем Чаньи по повести был снят телевизионный фильм
- В 1977 году режиссёром Иосифом Хейфицем по повести был снят одноимённый фильм, главную роль в котором исполнила Елена Коренева.
- В 1997 году испанским режиссёром  Ксавьером Бермудесом был снят фильм Нена / Nena по мотивам повести.